# Relations entre le Brunei et l'Union européenne
Cet article court présente un sujet plus développé dans : Relations entre l'Association des nations de l'Asie du Sud-Est et l'Union européenne.
Les relations entre Brunei et l’Union européenne se font principalement dans le cadre de l'Association des nations de l'Asie du Sud-Est. 

## Sources